# The Muppet Christmas Carol
The Muppet Christmas Carol (em Portugal: O Conto de Natal dos Marretas; no Brasil conhecido como O Conto de Natal dos Muppets) é um filme norte-americano de comédia musical de fantasia natalina dirigido por Brian Henson (em sua estreia na direção), a partir do roteirista Jerry Juhl. Sendo o quarto filme dos Muppets lançado no cinema e o primeiro a ser produzido depois da morte de seu criador, Jim Henson e do dublador do Kermit, Richard Hunt, com o filme sendo dedicado a ambos. Nesse filme os Muppets recontam a clássica história A Christmas Carol, de autoria de Charles Dickens. O filme foi feito em 1992 e distribuido pela Disney (que mais tarde compraria a franquia Muppets), o filme foi dirigido por Brian Henson, filho de Jim Henson. Estrelado por Michael Caine como Ebenezer Scrooge, ao lado dos bonequeiros dos Muppets Dave Goelz, Steve Whitmire, Jerry Nelson e Frank Oz interpretando vários papéis. Embora a licença artística seja usada para se adequar à estética dos Muppets, The Muppet Christmas Carol segue de perto a história original de Dickens.
O filme foi lançado nos Estados Unidos em 11 de dezembro de 1992, pela Buena Vista Pictures Distribution. Recebeu um modesto sucesso de bilheteria e muitas críticas positivas onde elogiaram os cenários, os efeitos especiais e viram como uma grande melhoria em relação aos seus antecessores.  Hoje em dia é considerado um dos melhores filmes de natal já lançados e sua repercussão posterior fez com que os muppets lançassem outro filme de natal (Dessa vez para a televisão), It's a Very Merry Muppet Christmas Movie em 2002.

## Enredo
Em uma Londres do século 19 durante a Véspera de natal Charles Dickens (interpretado pelo muppet Gonzo) e seu amigo Rizzo atuam como narradores ao longo deste filme. Ebenezer Scrooge ( Michael Caine), um credor de dinheiro insensível, mal-humorado e egoísta, odeia o Natal. Scrooge rejeita o convite de seu sobrinho Fred para a ceia de Natal, dispensa dois cavalheiros (interpretados pelo Dr. Bunsen Honeydew e Beaker) coletando dinheiro para a caridade e joga uma coroa de flores em um Bean Bunny que canta canções de natal. Seu leal funcionário Bob Cratchit (Kermit) e os outros contadores pedem folga no dia de Natal, uma vez que não haverá negócios para Scrooge nesse dia, com o que ele relutantemente concorda e Scrooge vai voltar para casa enquanto os contadores comemoram o Natal. Em sua casa, Scrooge encontra os fantasmas algemados de seus falecidos parceiros de negócios Jacob e Robert Marley (interpretados por Statler e Waldorf), que o alertam para se arrepender de seus caminhos perversos ou ele será condenado a sofrer na vida após a morte como eles foram, informando-o que três espíritos irão visitá-lo durante a noite.
Quado o relógio bate em uma hora da manhã, Scrooge é visitado pelo Fantasma do Natal Passado, que o leva de volta no tempo à sua infância e ao início da vida adulta, com Dickens e Rizzo pegando carona também. Eles visitam seus dias solitários de escola e depois seu tempo como funcionário de Fozziwig (o Sr. Fezziwig da história original, interpretado por Fozzie), que era dono de uma fábrica de frangos. Fozziwig e sua mãe dão uma festa de Natal, onde Scrooge conhece uma jovem chamada Belle, por quem ele se apaixona. No entanto, o Fantasma mostra a Scrooge como Belle o deixou depois que ele escolheu o dinheiro em vez dela. Um choroso Scrooge dispensa o Fantasma enquanto ele retorna ao presente.
Às duas horas da manhã o relógio bate e Scrooge conhece o gigantesco e alegre Fantasma do Presente de Natal, que lhe mostra as alegrias e maravilhas do Dia de Natal. Scrooge e o Fantasma visitam a casa de Fred, onde Scrooge é ridicularizado por sua mesquinhez e má vontade geral para com todos. Scrooge e o espírito visitam a casa de Bob Cratchit, descobrindo que sua família (a Sra. Cratchitt é interpretada por Miss Piggy) está contente com seu pequeno jantar. Scrooge também tem pena do filho doente de Bob, Tiny Tim (interpretado por Robin). O Fantasma do Presente de Natal envelhece abruptamente, comentando que Tiny Tim provavelmente não sobreviverá até o próximo Natal. Scrooge e o Fantasma vão para um cemitério, onde o fantasma desaparece. O fantasma do natal então se aproxima de Scrooge, aparecendo como uma figura alta, silenciosa e encapuzada. Enquanto Dickens e Rizzo abandonam o público para evitar o medo, o Fantasma leva Scrooge ao futuro.
Scrooge e o Fantasma testemunham um grupo de empresários discutindo a morte de um colega não identificado, dizendo que só compareceriam ao funeral se o almoço fosse fornecido. Em um beco, Scrooge reconhece sua faxineira, sua lavadeira e o agente funerário local que troca vários bens roubados do falecido para uma cerca chamada Old Joe. O Fantasma então transporta Scrooge para a casa de Bob, descobrindo que Tiny Tim morreu. Scrooge é escoltado de volta ao cemitério, onde o Fantasma aponta seu próprio túmulo, revelando Scrooge como o homem que morreu. Dominado pelo remorso, Scrooge jura em lágrimas mudar seus hábitos.
Despertando em seu quarto no dia de Natal, Scrooge decide surpreender a família de Bob com um grande jantar e se aventura com Bean, Dickens, Rizzo e os funcionários de caridade para espalhar felicidade e alegria por Londres. Scrooge vai para a casa dos Cratchit, primeiro com uma atitude severa antes de revelar que pretende aumentar o salário de Bob e pagar sua hipoteca. Dickens narra como Scrooge se tornou o segundo pai de Tiny Tim, que escapou da morte. Scrooge, os Cratchits e a vizinhança celebram o Natal.

## Elenco
- Michael Caine como Ebenezer Scrooge.[10]
- Steven Mackintosh como Fred, sobrinho de Ebenezer Scrooge.[10]
- Meredith Braun como Belle, ex-interesse amoroso de Scrooge.[10]
- Robin Weaver como Clara, sobrinha de Ebenezer Scrooge e esposa de Fred.[10]
- Jessica Fox como o fantasma do passado (voz).[10]
- David Shaw Parker como Velho Joe (voz).[10]
- Edward Sanders, Theo Sanders, Kristopher Milnes, Russell Martin e Ray Coulthard interpretam as fases jovens de Scrooge.[10]

## Produção
Após a morte de Jim Henson em maio de 1990, o caçador de talentos Bill Haber abordou seu filho Brian com a ideia de filmar uma adaptação. Haber disse a Henson que "A Christmas Carol é a maior história de todos os tempos, você deveria fazer isso" e mais tarde informou a Henson que pensou em fazer um filme só para a televisão mais especificamente a ABC. O roteirista de longa data dos Muppets, Jerry Juhl, foi contratado para escrever o roteiro e decidiu inserir Charles Dickens como o narrador substituto para permanecer mais fiel à narrativa original do material escrito. Brian  afirmou que Gonzo foi escolhido porque ele era a escolha menos provável para interpretar Charles Dickens, enquanto Rizzo; o Rato, foi adicionado para injetar algum humor e servir como um alívio cômico. Alguns outros Muppets foram inicialmente escritos para retratar os fantasmas, com vários relatos afirmando que Robin, o Sapo ou Scooter era para ser o Fantasma do Natal Passado, Miss Piggy para ser o Fantasma do Presente de Natal e Gonzo (antes de ser escrito para retratar Dickens) ou Animal como o fantasma do Natal. No entanto,  ideia foi desfeita em favor de novos personagens Muppet que ficariam nas palavras do diretor "um pouco mais melhor" a natureza ameaçadora da obra. Depois que o roteiro foi submetido para aprovação da ABC, os executivos da Walt Disney Pictures se ofereceram para comprar o roteiro de um filme em vez de um lançamento para a televisão.
Os atores ingleses David Hemmings, Ron Moody e David Warner e o comediante norte-americano George Carlin foram considerados para interpretar Ebenezer Scrooge. Henson mais tarde ofereceu o papel a Michael Caine, que respondeu: "Vou fazer este filme como se estivesse trabalhando para a Royal Shakespeare Company. Nunca vou piscar, nunca vou fazer nada Muppet. Estou indo interpretar Scrooge como se fosse um papel totalmente dramático e não houvesse marionetes ao meu redor." Ele se inspirou para o papel em "trapaceiros e estelionatários de Wall Street, eu pensei que eles representavam uma imagem muito boa de maldade e ganância".
A produção ocorreu em Shepperton Studios na Inglaterra. Durante as filmagens, a fim de permitir que os Muppets e os atores humanos estivessem na cena, o chão teve que ser removido e re-inserido, com Michael Caine tendo que andar por tábuas estreitas entre os Muppets e seus bonequeros. Além disso, os edifícios nas cenas da rua de Londres foram construídos à mão, mas diminuíram de tamanho para dar a impressão de que as ruas eram relativamente mais longas. Quando a sequência musical "It Feels Like Christmas" termina com a tomada do guindaste , os pequenos edifícios tornaram-se visíveis ao fundo, nos quais Brian Henson explicou no comentário de áudio do DVD que eles estavam cientes do problema durante a filmagem, mas acabaram decidindo que a cena final valia a pena, pois acreditavam que muitas pessoas não perceberiam o erro.

## Lançamento

### Bilheteria
A Walt Disney Pictures parecia ter grandes expectativas para o filme, sendo seu filme mais lançado da temporada de férias e o segundo maior lançamento sob a bandeira da Disney naquele ano. No entanto, o filme estreou em sexto lugar, inicialmente relatado ter arrecadado $ 5,9 milhões em estimativas de bilheteria, que foi posteriormente revisado para $ 5 milhões. No final do ano, The Muppet Christmas Carol arrecadou um total de $ 27,3 milhões na América do Norte. O motivo de não ter sido um grande sucesso talvez seja o fato de ter que enfrentar grandes concorrências como Home Alone 2: Lost in New York e Aladdin da própria Disney.
Porém ainda assim é um dos filmes natalinos que mais lucraram no cinema.

### Mídia doméstica
A Walt Disney Studios Home Entertainment lançou uma edição de colecionador de 20 anos em Blu-ray, DVD e download digital em 6 de novembro de 2012. O lançamento não inclui a versão estendida do filme. No entanto, a música "When Love Is Gone" e a cena que a acompanha podem ser vistas na íntegra na versão em tela cheia da edição de aniversário de The Muppet Christmas Carol, embora seja cortada no formato widescreen. O filme está disponível no Disney+.

## Recepção
Apesar de ter tido uma recepção morna nas bilheterias o filme foi um dos mais elogiados de 1992. Roger Ebert escrevendo para o Chicago Sun-Times deu uma avaliação favorável elogiou as realizações técnicas, mas sentiu que "poderia ter retirado algumas canções" mais admirou o arco da "turnê de Scrooge ao longo de sua vida espalhando miséria." Dando ao filme três estrelas em cinco, Almar Haflidason, da BBC, escreveu que o filme é uma "adaptação liberal, mas divertida de um clássico" que "acaba sendo bastante comovente no que diz respeito aos filmes dos Muppets. Menos agradáveis são as canções esquecíveis que oferecem ambos desajeitados construção de palavras e música terrível que corrói a qualidade estética do filme. Mas você estará muito ocupado cuidando dos diversos Muppets para se importar muito". Mais nem todas as críticas foram positivas com o Gene Siskel declarando o filme como "chato" porém se mantém favorável ao desempenho de Michael Caine.
Com o passar do tempo o filme foi sendo ainda mais bem avaliado (principalmente pelo público) e hoje é visto como um clássico natalino sendo considerado um dos melhores filmes de natal. No Rotten Tomatoes, o filme tem um índice de aprovação de 76% baseado em 49 resenhas, com média de 6,71/10. O consenso do site afirma: "Pode não ser a melhor versão da história de Charles Dickens para enfeitar a tela, mas The Muppet Christmas Carol é engraçado e comovente, e serve como uma boa introdução à história para jovens telespectadores." No Metacritic, o filme tem uma pontuação de 64 em 100, com base em 27 críticos, indicando "críticas geralmente favoráveis". Philip Kemp da Sight and Sound elogiou recomendou o filme e diz "Os sets são detalhados e charmosos, há as habituais canções animadas e instantaneamente esquecíveis, e várias favoritas (o chef sueco, Rowlf) aparecem em participações especiais alegres." Caroline Westbrook da Empire Magazine descreveu o filme como "Imensamente agradável" e elogiou os cenários e a performance de Michael Caine.
Mesmo com sua reputação ele ainda ganha análises negativas como a de Peter Rainer editor da Los Angeles Times que descreveu que: "Os Muppets estão no seu melhor quando são anárquicos, sem todo esse capricho empapado." Rita Kemply do Washington Post se sentiu decepcionada com o filme e não viu "nada de mais", também não entende tanto "hype" em torno do filme e declarou que o filme não sabe ser drama e nem comédia.